# Święcenie kopru
Święcenie kopru – polski zwyczaj religijny praktykowany w Święto Przemienienia Pańskiego.
Zwyczaj ten występuje na terenie archidiecezji przemyskiej i lubelskiej oraz diecezji zamojsko-lubaczowskiej. W Święto Przemienienia Pańskiego (6 sierpnia) wierni przynoszą do kościoła gałązki kopru, który poświęcany jest po zakończeniu liturgii. Koper stosowany jest (często w postaci wywaru) podczas dolegliwości, przede wszystkim przewodu pokarmowego, zarówno ludzi, jak i zwierząt.
Parafie, w których praktykowane jest święcenie kopru: śś. Piotra i Pawła w Handzlówce, św. Mikołaja w Kraczkowej, Zesłania Ducha Świętego w Krasnobrodzie, Matki Bożej Szkaplerznej i Świętego Dominika w Łabuniach, Narodzenia NMP w Płonce, św. Barbary w Przeworsku, św. Antoniego w Radecznicy, Przemienienia Pańskiego w Sawinie, Świętego Krzyża w Szarowoli, św. Katarzyny w Zamościu, Miłosierdzia Bożego w Zamościu, Narodzenia NMP w Kryłowie. W parafii Chrystusa Króla w Złojcu koło Nielisza oprócz kopru święci się 6 sierpnia również gorczycę.
W kościele Świętej Barbary w Przeworsku poświęceniu kopru towarzyszy następująca modlitwa:

"Módlmy się:
Pobłogosław, Panie, ten koper, aby był dla ludzi zbawienną pomocą i spraw przez wezwanie świętego Imienia Twego, aby każdy, kto go użyje otrzymał zdrowie ciała i ochronę duszy. Przez Chrystusa, Pana naszego. Amen."